# میهوشی سوگیساوا
میهوشی سوگیساوا (انگلیسی: Mihoshi Sugisawa؛ زادهٔ ۱۷ اوت ۲۰۰۲) بازیکن فوتبال است.